# Hugo Rodas
Hugo Renato Giusto Rodas, conhecido como Hugo Rodas, (Juan Lacaze, 27 de maio de 1939 — Brasília, 13 de abril de 2022) foi um diretor de teatro uruguaio estabelecido no Brasil. Foi também ator, figurinista, coreógrafo e professor de teatro na Universidade de Brasília (UnB). Fixou residência em Brasília em 1975, onde tem realizado seus trabalhos. Seus mais recentes trabalhos fora da capital federal têm sido com Antonio Abujamra e Denise Stoklos. Realizou coreografias para os primeiros shows de Oswaldo Montenegro. 
Nascido no Uruguai e radicado no Brasil Hugo Rodas firmou-se como um dos mais talentosos e importantes artistas de teatro de seu tempo, como ator, diretor, bailarino, coreógrafo, cenógrafo, figurinista e professor de teatro. Sua trajetória sempre esteve e está ligada aos coletivos e parcerias com os quais trabalha, desde o Grupo Pitú, nas décadas de 70, e de 80 – quando também ocorrem as primeiras experiências com Antônio Abujamra, no Teatro Brasileiro de Comédia (TBC), e com José Celso Martinez Corrêa, no Teatro Oficina – passando pelo Teatro Universitário Candango (TUCAN), nos anos 90 e 2000, assim como pela Companhia dos Sonhos. E atualmente, na Agrupação Teatral Amacaca (ATA), sua mais recente trupe.
Alguns dos maiores sucessos de público e crítica da história do teatro e da dança de Brasília trazem sua assinatura. Para citar alguns: Senhora dos afogados (1987), A casa de Bernarda Alba (1988/91), A menina dos olhos (1990/91), Romeu e Julieta (1993/99), O olho da fechadura (1994/95), The Globe Circus (1997), Shakespeare in concert (1997), Arlequim: servidor de dois patrões (2001/02), Rosanegra – uma Saga Sertaneja (2002/05), O rinoceronte (2005/2006) além do memorável Adubo ou a sutil arte de escoar pelo ralo (2005-2015).
Dirigiu e encenou espetáculos em várias outras cidades brasileiras tendo como parceiros de criação nomes de destaque na cena nacional entre eles Antônio Abujamra, codirigindo os espetáculos Lady Macbeth (2007), com Marília Gabriela; Cantadas (2007), monólogo de Denise Stocklos; e Os Demônios (2007).
Recebeu inúmeros prêmios por suas criações, com destaque para o Prêmio do Serviço Nacional do Teatro (1977) de melhor espetáculo infantil para o antológico Os Saltimbancos e o Prêmio Shell (1997) pela Direção do espetáculo Dorotéia, ao lado de Adriano e Fernando Guimarães. É Comendador e Oficial da Ordem do Mérito Cultural de Brasília (1991 e 1992), assim como Cidadão Honorário de Brasília (2000), tendo sido os três títulos concedidos pelo Governo do DF. Recebeu também o títulos de Notório Saber em Artes Cênicas (1998) e, recentemente, em 2014, o de Professor Emérito, ambos pela Universidade de Brasília, instituição na qual foi docente do Departamento de Artes Cênicas durante mais de 20 anos, e hoje atua como professor-pesquisador.
Sempre em busca de inovação, Hugo é um alicerce incontestável na construção da cena teatral e cultural contemporânea de Brasília, sendo referência mundial para a pesquisa da linguagem teatral. Inquieto e inspirado pela sua juventude, permanece no ambiente universitário dedicando-se à formação, investigação e criação artística, de onde surge a ATA – Agrupação Teatral Amacaca.

## Morte
Hugo morreu em Brasília aos 82 anos, ele enfrentava um câncer e não resistiu após sofrer AVC.

## Produção
- Doce Encanto - 2021

## Espetáculos
- O olho da fechadura - 2019
- Atra Bílis - 2018
- Dali - Goiânia - 2017
- Os Fantasmas, texto de Otávio Martins - 2015
- Punaré e Baraúna - 2015 (baseado no livro Cansaço, a longa estação, de Luiz Bernardo Pericás)
- O Verde Alecrim - Goiânia - 2014;
- Ensaio Geral - 2012;
- Esquizofrenia - Goiânia, 2012;
- No Muro - Ópera Hip-Hop, de Marcus Mota e Plínio Perrú - LADI, Brasília, 2009;
- In-decência - Goiânia,2009;
- Hamleto, de Giovanni Testori - TUCAN, Brasília, 2009;
- Carícias, de Sergey Belbel - Brasília, 2007;
- Édipo - Goiânia, 2007;
- O Inspetor Geral, de Gogol - TUCAN, Brasília, 2006;
- Os Demônios, de Dostoiévski. Direção: Hugo Rodas e Antônio Abujamra. Brasília/São Paulo, 2006;
- Adubo - Ou a Sutil Arte de Escoar pelo Ralo - TUCAN, Brasília, 2005;
- O Olho da Fechadura - Goiânia 2005
- Memória Roubada - Goiânia 2004
- Rosanegra - Companhia dos Sonhos, Brasília, 2002;
- João Sem Nome, de Oswaldo Montenegro - 1976.

## Trabalhos publicados sobre Hugo Rodas
- Souza, Cláudia Moreira. O Garoto de Juan Lacaze: Invenção no teatro de Hugo Rodas. Brasília, Instituto de Artes, UNB, 2007. Dissertação de mestrado. Orientação Marcus Mota.
- Villar. F e Carvalho, Eliezer. Histórias do Teatro Brasiliense. Brasília, UNB, 2004.